# Meles leucurus
Pour les articles homonymes, voir Blaireau (homonymie).
Blaireau d'Asie, Blaireau des sables
Espèce
Statut de conservation UICN

 LC  : Préoccupation mineure
Meles leucurus, le Blaireau d'Asie ou Blaireau des sables, est une espèce de la famille des Mustélidés qui se rencontre dans une large aire de répartition allant de la Russie à la Corée en passant par la Chine et le Kazakhstan. Ce blaireau a été longtemps considéré comme une sous-espèce (Meles meles leucurus) du Blaireau européen (Meles meles),.
Cette espèce a été décrite pour la première fois en 1847 par le naturaliste britannique Brian Houghton Hodgson (1800-1894).

## Description

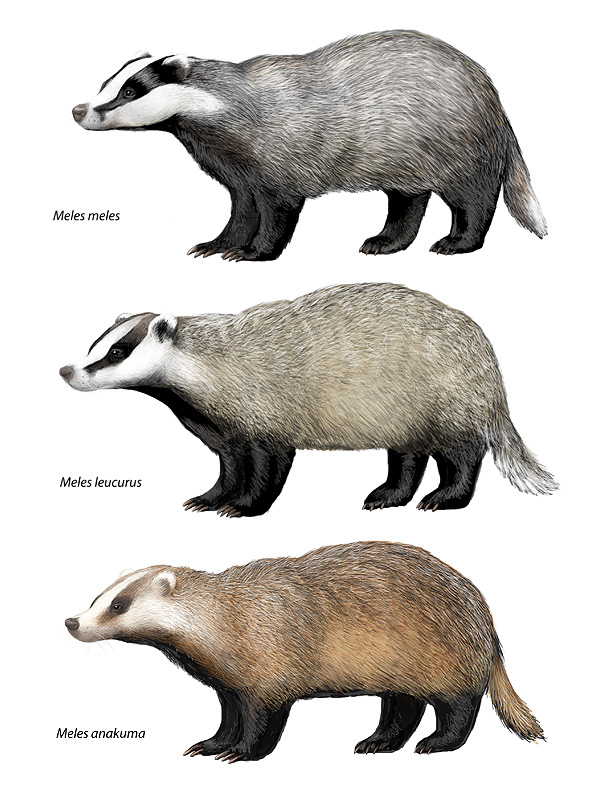
Illustration comparative du blaireau européen (en haut), du blaireau d'Asie (au centre) et du blaireau japonais (en bas).

Le blaireau d'Asie est généralement plus clair que le blaireau européen, bien que certaines formes puissent s'en rapprocher en couleur, voire être plus foncées, avec des teintes d'ocre et des reflets brunâtres. Les flancs sont plus clairs que le milieu du dos, et les rayures faciales sont habituellement brunes plutôt que noires. Les rayures faciales se rétrécissent derrière les yeux et s'étendent au-dessus des oreilles. Les parties blanches de la tête sont généralement plus sales que celles du blaireau européen. La bande claire qui passe le long du sommet de la tête entre les deux rayures est relativement courte et étroite. Le blaireau d'Asie est généralement plus petit que le blaireau européen et possède des molaires supérieures relativement plus longues. Il semble être le plus petit des trois blaireaux du genre Meles malgré des variations régionales de taille, avec les populations les plus grandes en Sibérie. La masse corporelle varie généralement de 3,5 à9 kg et la longueur de 50 à70 cm,. Le poids moyen de trois mâles adultes du Parc national de Sobaeksan était de 6 kg.

## Répartition

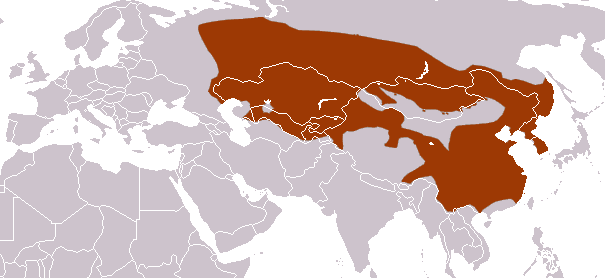
Carte de répartition de Meles leucurus en Eurasie

Le blaireau d'Asie possède une large répartition incluant la partie sud de la Russie à l'est de la Volga et des Oural, le Kazakhstan, la Mongolie, la Chine et la Corée. Il est présent dans des zones à haute altitude jusqu'à 4 000 m dans les Monts Oural, les montagnes du Tian Shan et le Plateau tibétain. Il préfère les forêts ouvertes de feuillus et les pâturages adjacents, mais il habite également des forêts de conifères, des forêts mixtes, des maquis et des steppes. Il entre parfois dans les zones suburbaines

## Liste des sous-espèces
Selon Mammal Species of the World (version 3, 2005)  (25 juin 2013) et Catalogue of Life (25 juin 2013) :
| Sous-espèces                                        | Auteur                | Description | Répartition | Synonymes |
| --------------------------------------------------- | --------------------- | --- | --- | --- |
| Blaireau d'Asie Meles leucurus leucurus espèce-type | Hodgson, 1847         | | | - blanfordi (Matschie, 1907) - chinensis (Gray, 1868) - hanensis (Matschie, 1907) - leptorhynchus (Milne-Edwards, 1867) - siningensis (Matschie, 1907) - tsingtauensis (Matschie, 1907) |
| Blaireau de l'Amour Meles leucurus amurensis        | Schrenck, 1859        | La sous-espèce la plus sombre et la plus petite. Les rayures faciales s'étendent au-dessus des oreilles et sont noires ou noir brunâtre. Toute la zone entre les rayures et les joues est brun sale, contrairement au blanc. La couleur peut être si foncée que les rayures sont presque indistinguables. Le dos est brun grisâtre avec des reflets argentés. Le pelage est doux mais manque de laine. Le crâne est petit, lisse et présente des projections faiblement développées. Il n'a pas de premières prémolaires. La longueur du corps est de 60 –70 cm. | Oussouri, Priamurye, Grand Khingan et Péninsule coréenne | melanogenys (J. A. Allen, 1913), schrenkii (Nehring, 1891) |
| Blaireau kazakh Meles leucurus arenarius            | Satunin, 1895         | Une sous-espèce de taille modérée, intermédiaire en taille entre Meles meles meles et M. m. canascens. Sa couleur est plus claire et plus pâle que celle de ses cousins du nord, avec des rayures faciales moins prononcées. Son pelage est grossier et hérissé, avec peu de sous-poil. Les mâles atteignent une longueur corporelle de 70 -78 cm, tandis que les femelles mesurent 61 -70 cm. Les mâles pèsent 7,8 -8.3 kg de mars à mai, et 5,6 -7 kg de mars à juin.                                                                                          | Sud-est de la Volga, la majeure partie du Kazakhstan (à l'exception des régions nordiques et montagneuses), les plaines d'Asie centrale (à l'exception des régions occupées par Meles m. canascens et Meles m. severzovi) | |
| Blaireau de Sibérie Meles leucurus sibiricus        | Kastschenko, 1900     | Une sous-espèce de taille modérée, intermédiaire entre Meles meles meles et M. m. canascens. La couleur générale du dos est gris clair, généralement avec des reflets jaunâtres ou couleur paille. Les rayures faciales sont brun noirâtre à noir fauve. Le pelage est long et doux avec un sous-poil dense. Les mâles mesurent 65,7 –75 cm de long, tandis que les femelles mesurent 62 -69.2 cm. Les mâles pèsent 10 -13.6 kg. | Sibérie, y compris Transbaïkalie et Altaï, nord du Kazakhstan et probablement l'est de la Volga | - aberrans (Stroganov, 1962) - altaicus (Kastschenko, 1902) - enisseyensis (Petrov, 1953) - eversmanni (Petrov, 1953) - raddei (Kastschenko, 1902)                                      |
| Blaireau du Tian Shan Meles leucurus tianschanensis | Hoyningen-Huene, 1910 | Une sous-espèce de taille modérée, avec un pelage un peu plus foncé que M. l. arenarius et un éclat jaune moins prononcé. La fourrure est plus longue, plus dense et plus duveteuse. | Nord du Tian Shan | talassicus (Ognev, 1931) |
| Blaireau du Tian Shan Meles leucurus blanfordi      | Matschie, 1907        | Une sous-espèce de taille plus petite se caractérisant par un pelage plus clair. | Dans une zone géographique chevauchant le nord de la Chine, de la Mongolie, de l'est de la Russie et de la Corée du nord.                                                                                                 | |

## Écologie

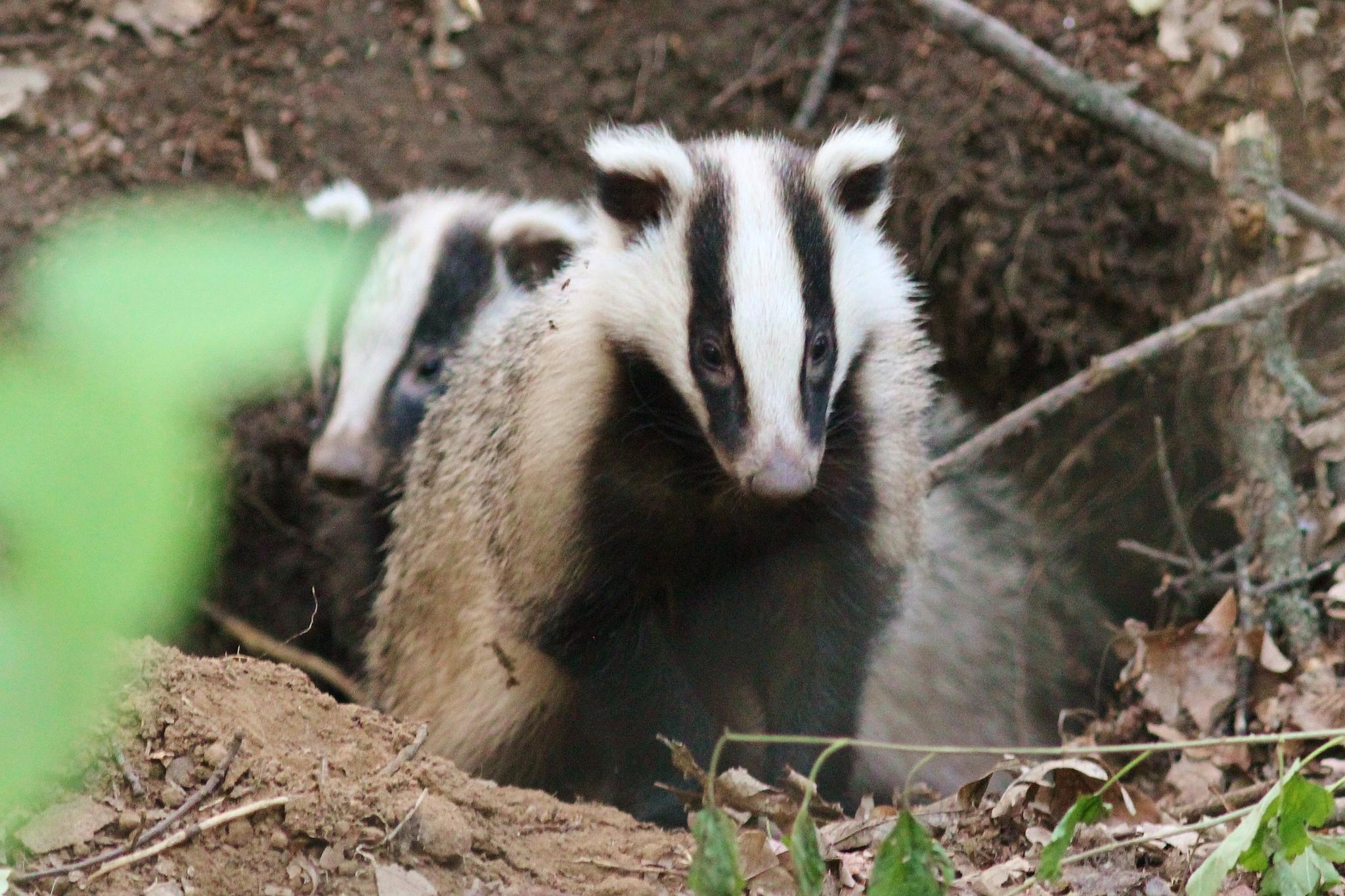
Deux blaireaux d’Asie dans leur terrier, en Russie.

Le mode de vie de cette espèce est très similaire à celui du blaireau européen. Cependant, les informations nécessaires pour reconnaître d'éventuelles différences entre les habitudes des deux animaux sont rares. Le blaireau d'Asie est nocturne et se nourrit principalement de vers de terre et d'insectes. De temps à autre, il y ajoute des larves d'abeilles et de guêpes, des œufs d'oiseaux, des charognes et de petits mammifères. Selon la disponibilité saisonnière, la consommation de substances d'origine végétale, fruits, noix et glands, racines et tubercules ou légumes cultivés, peut augmenter considérablement.
Le blaireau d'Asie vit de préférence dans des forêt tempérée riches en clairières ou dans des prairies parsemées d'arbres, mais on le trouve également dans des forêts mixtes ou de conifères, dans les broussailles, en périphérie des grandes villes, dans les steppes et les semi-déserts. Sa distribution atteint jusqu'à 2 500 m d'altitude dans le Tien Shan et probablement jusqu'à 4 000 m sur le plateau tibétain. Dans les régions nord de son aire de répartition, l'espèce passe l'hiver en hibernation.

## Chasse et exploitation

Un blaireau d’Asie au Kazakhstan.

Les blaireaux d'Asie sont légalement chassés en Chine, en Russie et en Mongolie, ainsi qu'illégalement en Corée du Sud et dans des zones protégées en Chine. La saison de chasse au blaireau en Russie se déroule généralement d'août à novembre.
Dans la médecine traditionnelle mongole, un baume fabriqué à partir de graisse de blaireau est utilisé comme remède pour diverses affections et maladies telles que la tuberculose pulmonaire, la pneumonie, la bronchite, l'ulcère de l'estomac, les maladies inflammatoires des reins, les maladies intestinales et le rhume[citation nécessaire].
En Corée du Sud, les blaireaux d'Asie sont également utilisés en médecine traditionnelle (y compris comme substitut de l'ours noir d'Asie (Ursus thibetanus)), consommés comme nourriture, et utilisés pour certains cosmétiques dérivés de blaireaux. Des fermes d'élevage de blaireaux existent dans le pays depuis les années 1990. En 2009, il y avait environ 5 000 blaireaux d'Asie dans les fermes sud-coréennes.